# Wiel Rouleaux
Wiel Rouleaux (Venlo, 3 februari 1950) is een voormalig Nederlands voetballer die tijdens zijn profloopbaan uitsluitend voor FC VVV uitkwam.
Als 17-jarige maakte Rouleaux op 12 november 1967 zijn competitiedebuut voor FC VVV in een uitwedstrijd bij RBC. Hij viel voor Jan van 't Hek. Na vier seizoenen in het betaald voetbal keerde de rechtshalf in 1971 weer terug naar de amateurs van Venlosche Boys.

## Clubstatistieken
| Seizoen         | Club            | Competitie      | Competitie | Competitie | Beker | Beker | Playoffs | Playoffs | Totaal | Totaal |
| Seizoen         | Club            | Competitie      | Wed.       | Dlp.       | Wed.  | Dlp.  | Wed.     | Dlp.     | Wed.   | Dlp.   |
| --------------- | --------------- | --------------- | ---------- | ---------- | ----- | ----- | -------- | -------- | ------ | ------ |
| 1967/68         | FC VVV          | Eerste divisie  | 2          | 0          | 0     | 0     | 0        | 0        | 2      | 0      |
| 1968/69         | FC VVV          | Tweede divisie  | 12         | 0          | 0     | 0     | —        | —        | 12     | 0      |
| 1969/70         | FC VVV          | Tweede divisie  | 20         | 2          | 1     | 0     | —        | —        | 21     | 2      |
| 1970/71         | FC VVV          | Tweede divisie  | 1          | 0          | 0     | 0     | —        | —        | 1      | 0      |
| Carrière totaal | Carrière totaal | Carrière totaal | 35         | 2          | 1     | 0     | 0        | 0        | 36     | 2      |